# Xingumyrfågel
Xingumyrfågel (Willisornis vidua) är en fågel i familjen myrfåglar inom ordningen tättingar.

## Utseende och läte
Xingumyrfågeln är en liten myrfågel med en kort vitspetsad stjärt. Hanen är grå på huvud och kropp, inklusive strupen. Den svarta ryggen är tvärbandad med rader av tydliga vita fjäll. Honan har rent brun rygg, grå sidor på huvudu och undersida samt vit strupe. Sången består av en stigande serie med tio darrande toner, varje ton ökande i ton höjd.

## Utbredning och systematik
Xingumyrfågeln förekommer i Amazonområdet i Sydamerika. Den delas in i två distinkta underarter med följande utbredning:
- W. v. nigrigula – sydcentrala Amazonområdet i Brasilien, från östra sidan av Rio Canumã till Rio Tapajos samt östra sidan av Rio Teles Pires
- W. v. vidua – östra Amazonområdet i Brasilien söder om Amazonfloden (Rio Xingú till västra Maranhão)

Sedan 2016 urskiljer Birdlife International och naturvårdsunionen IUCN nigrigula som den egna arten Willisornis nigrigula. 

## Levnadssätt
Xinugmyrfågeln hittas i undervegetation i fuktiga skogar. Där ses den i par, ibland som en del av kringvandrande artblandade flockar och ofta i närheten av svärmande vandringsmyror. 

## Status
IUCN hotkategoriserar underarterna (eller arterna) var för sig, båda som livskraftiga.